# بوئینگ ایکس-۴۰
بوئینگ ایکس-۴۰ فضاپیمای آزمون مانور ساخت شرکت بوئینگ فانتوم ورکرز آمریکا بود که نخستین پروازش را در ۱۱ اوت سال ۱۹۹۸ انجام داد و (اِی‌اف‌آرال AFRL)، و ناسا بکارگیرنده آن بودند. این فضاپیمای آزمایشی به منظور آزمایش مانورهایی که؛ فضاپیمای قابل مصرف چندبارهٔ بوئینگ ایکس-۳۷ نهایتاً برای انجام آن‌ها طراحی شده، ساخته شده‌بود. 

## پیشینه
فضاپیمای بدون سرنشین ایکس-۴۰ برای تست و بررسی ایرودینامیک و ناوبری ایکس-۳۷ در پروژه‌های آینده-ایکس؛ به‌طور قابل استفادهٔ مجدد، راه‌اندازی شده‌بود. این فضاپیما به مقیاس ۸۵ درصد کوچک‌تر از ایکس-۳۷ ساخته شده‌است.
پس از آزمون نخستین پیش‌نمونه در ماه اوت ۱۹۹۸، این وسیلهٔ پرتاب آزمایشی به ناسا منتقل شد که تغییرات لازم در آن صورت‌گرفت. بین ۴ آوریل و ۱۹ مهٔ ۲۰۰۱، این وسیله هفت پرواز آزاد را با موفقیت انجام داد. در سال ۲۰۰۱ ایکس-۴۰ با موفقیت قابلیت مانور طراحیِ بدنهٔ چاق‌تر و بال‌کوتاه‌تر ایکس-۳۷ها را، نشان داد و اعتبار سیستم پیشنهادی هدایت آن‌را تأیید کرد.

## آزمایش
بوئینگ ایکس-۴۰ در ۱۱ اوت سال ۱۹۹۸ آزمایش شد و آزمایش‌های آن با موفیت صورت گرفت.

## مشخصات ایکس-۴۰
مشخصات عمومی
- خدمه: None
- طول: 6.5 m (21 ft)
- پهنای بال: 3.5 m (11 ft)
- ارتفاع: 2.3 m (7.5 ft)
- وزن خالی: 2,500 lbs (1,100 kg)
- بار مفید: 1,200 lbs (540 kg)

 عملکرد 
- سرعت بیشینه: 480 km/h (300 mph)

تجهیزات پروازی

Honeywell 12-channel Space Integrated GPS/INS (SIGI) system